# Sacrosanctae

Wappen Papst Bonifaz VIII.

Mit der  päpstlichen Bulle Sacrosanctae wurde am 3. März 1298 der Liber Sextus, der dritte Teil des Corpus Iuris Canonici, durch Papst Bonifatius VIII.  promulgiert.

## Geschichte
Papst Bonifatius VIII. (1294–1303) hatte den Auftrag erteilt, die  Dekretalen, die sich nicht in der von Papst Gregor IX. (1227–1241) zusammengestellten Sammlung Liber Extra befanden, auf ihre Gültigkeit und Zweckmäßigkeit hin zu überprüfen. Die von ihm eingesetzte Kommission arbeitete zwischen den Jahren 1296–1298 und sollte zusätzlich Zweifelsfragen und Widersprüche der bis dahin bestehenden Gesetze beseitigen. Mit der päpstlichen Bulle Sacrosanctae vom 3. März 1298 versandte Bonifatius VIII. das Dokument mit dem Namen Liber Sextus Decretalium an die Universitäten von  Bologna und Paris.